# Moshe Frumin
Moshe Frumin (hebr. ‏משה פרומין‎; ur. 1940 w Równem) – izraelski rzeźbiarz i fotograf pochodzący z Polski.

## Życiorys
Był synem Izraela i Judyty. Jego ojciec był pośrednikiem podatkowym oraz jednym z założycieli polskiej filii organizacji Gordonia. Po zajęciu miasta przez ZSRR rozwiązano organizacje żydowskie. W 1941 w związku z zagrożeniem atakiem Niemiec Izrael Frumin postanowił ewakuować swoich bliskich na wschód. Dotarli do Uzbekistanu, bez stałego miejsca pobytu. W 1944 jego ojciec zachorował i pozostał na jednym z postojów, był to ostatni raz, kiedy Moshe go widział. Po śmierci dziadka i ucieczce wuja zostali ograbieni przez woźnicę, co zmusiło ich do zamieszkania w kołchozie Mojen koło Kutaisi. Matka początkowo zbierała bawełnę, a następnie została asystentką zarządcy rolnego. Po zakończeniu wojny powrócił z matką i babką do Równego, ale ponieważ miasto znalazło się w granicach ZSRR wyjechali do Polski. Następnie przez Czechosłowację, Niemcy i Austrię, gdzie przebywali w obozie dla dipisów w Ebensee, a następnie w Givat Avoda koło Salzburga. Po sześciu próbach dostali się do Włoch dzięki organizacji Bricha. Początkowo przebywali w obozie przejściowym w Mediolanie, a następnie wyjechali do Bari. Zostali przetransportowani na Sycylię skąd wyruszyli do mandatu Palestyny, ale ich statek został zawrócony w Hajfie i skierowany na Cypr. W 1948 po ogłoszeniu niepodległości Izraela zamieszkali w obozie przejściowym koło Pardes Channa-Karkur, a później pod Akką. Moshe Frumin Ukończył nauczycielskie Kolegium Rzemiosła w Tel Awiwie, a następnie studiował na Wydziale Sztuki i Edukacji na Uniwersytecie w Hajfie. Pracował jako wykładowca, jednocześnie był rzeźbiarzem. Częstym motywem twórczości Moshe Frumina jest Pietà, wyobrażenie matki i dziecka. Ponadto tworzy cykle związane z dawnymi instrumentami muzycznymi, używa kamienia, rzeźbi też w drewnie i pleksi. Cześć jego prac jest prezentowana na stałej wystawie w Tefen.